# Tropizetrona
Tropizetrona é um fármaco utilizado como antiemético no tratamento coadjuvante da quimioterapia.